# Bujar Nishani
Bujar Faik Nishani (IPA: /buˌjaɹ niˈʃani/, Durrës, 1966. szeptember 29. – 2022. május 28.) albán politikus, 2012–2017 között Albánia köztársasági elnöke. Megválasztása idején az Albán Demokrata Párt tagja, nemzetgyűlési képviselő és belügyminiszter. Az alkotmány értelmében mindhárom posztjáról le kellett mondania az elnökké választása miatt. Az albán parlament egyszerű többséggel, a 140-ből 73 szavazattal választotta elnökké, az ellenzékkel kialakított konszenzus nélkül.

## Életútja
1988-ban végzett a Szkander bég Katonai Akadémián. 1996-ban mester szintű tanulmányokat folytatott San Antonio és California városokban. 2004-ben a Tiranai Egyetem jogi karán európai tanulmányok mesterszakon végzett. Felesége Odeta Nishani, akitől 2 gyermeke született. Vallásos bektási muzulmán családba született.

## Politikai pályafutása
1991-ben a kommunizmus bukása után csatlakozott az Albán Demokrata Párthoz. 1996-ban kinevezték védelmi miniszterré. A 2005-ös választást a fővárosi 34-es számú választókerületben az akkori rendvédelmi és biztonsági miniszter Igli Toska ellen nyerte meg. 
2009 szeptemberében az akkori miniszterelnök Sali Berisha kinevezte belügyminiszternek, majd egy második választási győzelem után igazságügyi miniszternek. 2012. június 12-én, miután megnyerte az elnökválasztást, lemondott belügyminiszteri posztjáról.

## Kitüntetései
- 2013 –   Albánia: Libohova díszpolgára
- 2014 –   Olaszország : Az Olasz Köztársaság Nagykeresztje[5][6]

## Fordítás
- Ez a szócikk részben vagy egészben  a   Bujar Nishani című angol Wikipédia-szócikk ezen változatának fordításán alapul.  Az eredeti cikk szerkesztőit annak laptörténete sorolja fel. Ez a jelzés csupán a megfogalmazás eredetét és a szerzői jogokat jelzi, nem szolgál a cikkben szereplő információk forrásmegjelöléseként.